# Крыжановский, Григорий Яковлевич
Григорий Яковлевич Крыжановский (1858, Киевская губерния — не ранее 1901) — русский и украинский богослов.
Магистр богословия Киевской духовной академии.
Его главные труды:
- «Рукописные евангелия киевских книгохранилищ. Исследование языка и сравнительная характеристика текста» (Киев, 1889, магист. диссерт.);
- «Рукописные евангелия волынского епархиального древлехранилища» (Почаев, 1895);
- «Каменец-Стромиловское тетро-евангелие 1411 г. и волынское наречие в XIV—XV веках» («Волынские Епархиальные Ведомости», 1886, № 1 — 18).